# Gloster E.1/44
Gloster E.1/44 là một loại máy bay tiêm kích phản lực một cho do Anh thiết kế vào thời điểm cuối của Chiến tranh Thế giới II, nhưng do hiệu suất thấp của động cơ phản lực dẫn đến mẫu thử không được hoàn thành ngay cả sau khi chiến tranh kết thúc, nên mẫu thiết kế này không được đưa vào sản xuất.

## Thiết kế và phát triển
Sự thành công của mẫu máy bay phản lực đầu tiên của Anh là Gloster E.28/39 đã đưa tới việc thiết kế loại tiêm kích phản lực Gloster Meteor hai động cơ sau năm 1940. Tuy nhiên vào năm 1942, Rover công ty đã ký hợp đồng chịu trách nhiệm sản xuất động cơ phản lực Whittle W2 đã có những vấn đề trong sản xuất khiến Bộ hàng không đưa ra Chỉ tiêu kỹ thuật E.5/42, yêu cầu một thiết kế chỉ sử dụng duy nhất một chứ không phải 2 động cơ. Gloster đã đưa ra một thiết kế có cánh vuốt thon và đuôi hình chữ T, có bộ bánh đáp thông thường. Nó được trang bị một động cơ phản lực Halford H.1 hoặc Rolls-Royce Nene, lối dẫn khí đặt ở gốc cánh. 2 mẫu thử GA.1 đầu tiên được chế tạo vào cuối năm 1943. Đến phút cuối Rolls-Royce Limited thực hiện trao đổi sản phẩm động cơ phản lực để đổi lấy sản phẩm động cơ xe tăng với Rover (W2 sẽ trở thành động cơ Welland); việc cung cấp được giải quyết và thiết kế 1 động cơ không còn cần thiết nữa. Gloster tiếp tục thiết kế của họ với ý định sử dụng một động cơ Halford H.1 thay vì dùng W2/Welland.
Năm 1944, Bộ hàng không ban hành Chỉ tiêu kỹ thuật E.1/44 về một mẫu máy bay phản lực thử nghiệm sử dụng động cơ Rolls Royce Nene mới. Thiết kế của Gloster để đáp ứng được chỉ tiêu kỹ thuật này là này là ‘’’GA.2’’’, nó không dựa trên E5/42. Gloster nhận được một hợp đồng chế tạo một mẫu thử vào năm 1944, ngoài ra còn xem xét chế tạo thêm 3 chiếc nữa vào cuối năm 1945.
Thiết kế mới có các đặc điểm khác với E5/42 như bộ bánh đáp có 3 bánh, đuôi hình chữ T, vỏ ngoài làm bằng thép không gỉ.

## Lịch sử hoạt động

### Thử nghiệm và đánh giá
Tốc độ tiến triển của mẫu tiêm kích mới rất chậm, do Gloster tập trung vào việc phát triển Meteor. Mẫu thử đầu tiên phải đến tận tháng 7/1947 mới hoàn thành, và bị phá hủy trong một tai nạn đường bộ khi được đưa đến Boscombe Down để thử nghiệm bay.
Chiếc E.1/44 đầu tiên bay (mẫu thử thứ hai) vào ngày 9/3/1948 do phi công thử nghiệm trưởng của Gloster là Bill Waterton điều khiển, máy bay thiếu công suất, đặc tính bay kém và có tiếng ồn lớn. Mẫu thử nghiệm không có tên chính thức dù tên gọi"Ace"đã được đề xuất.
Để xử lý vấn đề phát sinh, một mẫu đuôi mới có đuôi ngang gắn cao được lắp vào máy bay. Trong khi điều này giải quyết được vấn đề, thì hiệu năng của nó vẫn thấp hơn so với Meteor, và chương trình bị ngừng lại vào năm 1949 khi người ta nhận thấy nó không có tiềm năng so với Meteor, mẫu thử thứ 4 (TX150) vẫn chưa được hoàn thành. E.1/44 được sửa thiết kế đuôi, thuy nhiên vẫn không bằng Meteor, thiết kế đuôi mới này cũng được áp dụng trên Meteor F 8 và các phiên bản sau của Meteor. Chỉ có 2 chiếc máy bay là bay được và được dùng làm vật thử nghiệm trong một thời gian trước khi bị hủy bỏ, một chiếc vẫn còn được dùng cho đến năm 1951.

## Biến thể
GA.1
Phiên bản 1 động cơ của thiết kế để đáp ứng chỉ tiêu kỹ thuật E.5/42 – 2 chiếc có số hiệu là SM801 và SM805, việc chế tạo bị hủy bỏ.
GA.2 Ace
Phiên bản cải tiến để đáp ứng chỉ tiêu kỹ thuật E.1/44, 2 chiếc được chế tạo có số hiệu SM809 và TX145. SM809 bị phá hủy khi vận chuyển tới Boscombe Down bằng đường bộ, TX 145 bay lần đầu ngày 9/3/1948.
GA.3
Mẫu tiền sản xuất, số thứ tự TX150, không được chế tạo.
GA.4
40 chiếc thuộc 2 lô được hàng chế tạo vào tháng 4 và tháng 7/1946, bị hủy bỏ không chế tạo.

## Tính năng kỹ chiến thuật (E.1/44)
Dữ liệu lấy từ 'The British Fighter since 1912

### Đặc điểm riêng
- Tổ lái: 1
- Chiều dài: 38 ft 0 in (11.59 m)
- Sải cánh: 36 ft 0 in (10.98 m)
- Chiều cao: 11 ft 8 in (3.56 m)
- Diện tích cánh: 254 ft² (23.6 m²)
- Trọng lượng rỗng: 8,260 lb (3,755 kg)
- Trọng lượng cất cánh: 11,470 lb (5,214 kg)
- Động cơ: 1 động cơ luồng phản lực ly tâm Rolls-Royce Nene II, lực đẩy 5,000 lbf (22.3 kN)

### Hiệu suất bay
- Vận tốc cực đại: 539 knot (620 mph, 998 km/h)
- Vận tốc hành trình:
- Tầm bay: 357 nm (410 mi, 660 km)
- Trần bay: 44,000 ft (13,400 m)
- Vận tốc lên cao: 40,000 ft (12,200 m) trong 12 phút 30 giây
- Lực nâng của cánh:
- Lực đẩy/trọng lượng:

### Vũ khí
- 4 pháo Hispano-Suiza HS.404 20 mm

### Máy bay có cùng sự phát triển
- Supermarine Attacker
- Hawker Sea Hawk